# Астрономічний каталог

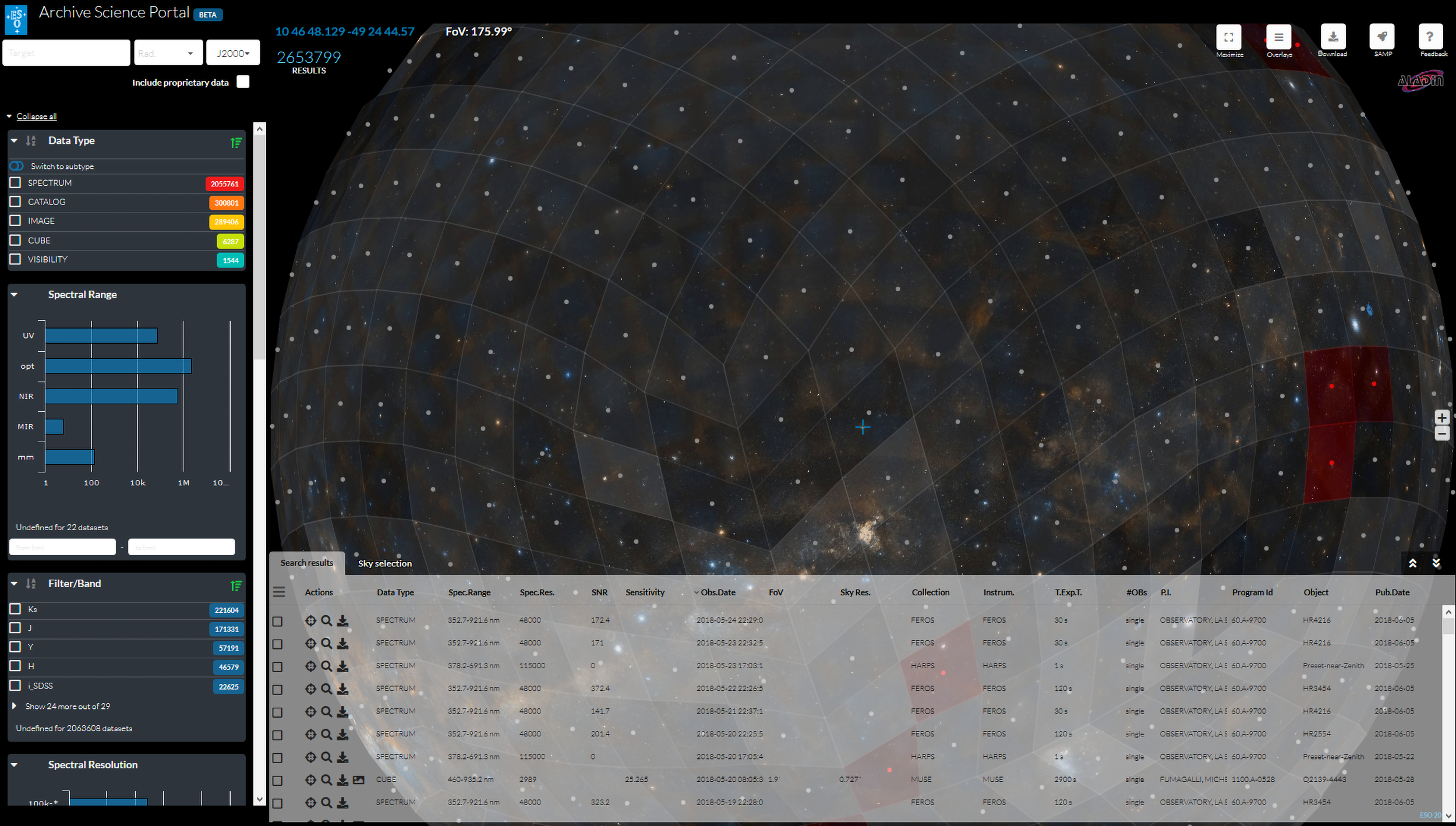
Архів Європейської південної обсерваторії забезпечує доступ до даних з різних астрономічних каталогів від 1988 року

Астрономі́чний катало́г або катало́г зо́ряного не́ба — список астрономічних об'єктів, згрупованих за типом, морфологією, походженням, засобом виявлення або методом відкриття. В астрономії більшість об'єктів позначаються номерами, наданими їм у каталогах. Існує велика кількість каталогів, створених із різною метою. Багато з них доступні в електронному вигляді і можуть бути вільно завантажені з сайту Астрономічного центру даних НАСА або з інших джерел (Stellarium, Google Earth, SIMBAD).

## Історія

### Античність
Перший астрономічний каталог, що зберігся до наших часів, було складено 350 року до н. е. китайським вченим Ши Шенєм.
Каталог Гіппарха — перший зоряний каталог у Європі було складено Гіппархом 130 року до н. е. Каталог не зберігся і вважається загубленим у ранньохристиянський період — імовірно, під час пожежі Александрійської бібліотеки. До нього входили координати 1080 небесних тіл в 41 сузір'ї. Улітку 2023 року фрагмент легендарного давньогрецького Каталогу Гіппарха було виявлено під час розкопок у монастирі Святої Катерини на Синайському півострові в Єгипті.
«Альмагест» — найвідоміший античний зоряний каталог було створено Клавдієм Птолемеєм 120 року. Він вміщував дані про 1022 небесні об'єкти, які було видно в Александрії, розбивав зоряне небо на сузір'я й заклав основу для праці усіх наступних астрономів. Упродовж більш ніж тисячі років стандартним зоряним каталогом у західному й арабському світі був каталог в «Альмагесті», опублікований у II столітті нашої ери. Деякі дослідники вважають, що більшу частину зоряних координат Птолемей запозичив у Гіппарха. Навіть у сучасному світі цим надбанням користуються астрологи.

### Середньовіччя

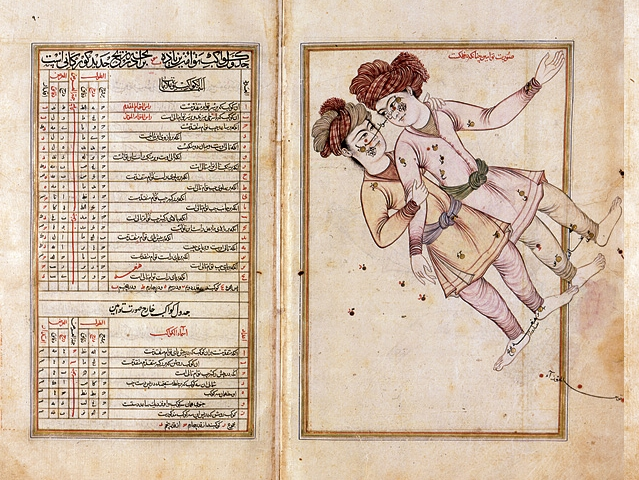
Сузір'я Близнюків з каталогу аль-Суфі

У Середні віки центром науки став мусульманський світ. Арабські вчені здебільшого використовували перекладені візантійські праці грецьких астрономів. Першою самостійною працею був каталог аль-Суфі 964 року «Книга сталих зір», у якому було детально описано понад 1 тис. об'єктів, подано перші описи галактики Андромеди та Великої Магелланової Хмари. Найвидатнішою оригінальною працею є «Гурганський зідж» (перс. زیج سلطانی) Улугбека. Складений 1437 року найкращими астрономами Самарканда (аль-Каші, Алі аль-Кушчи та ін.), що працювали в обсерваторії Улугбека під керівництвом султана. До каталогу входять обраховані координати 1018 небесних тіл в 38 сузір'ях.

### Нова доба

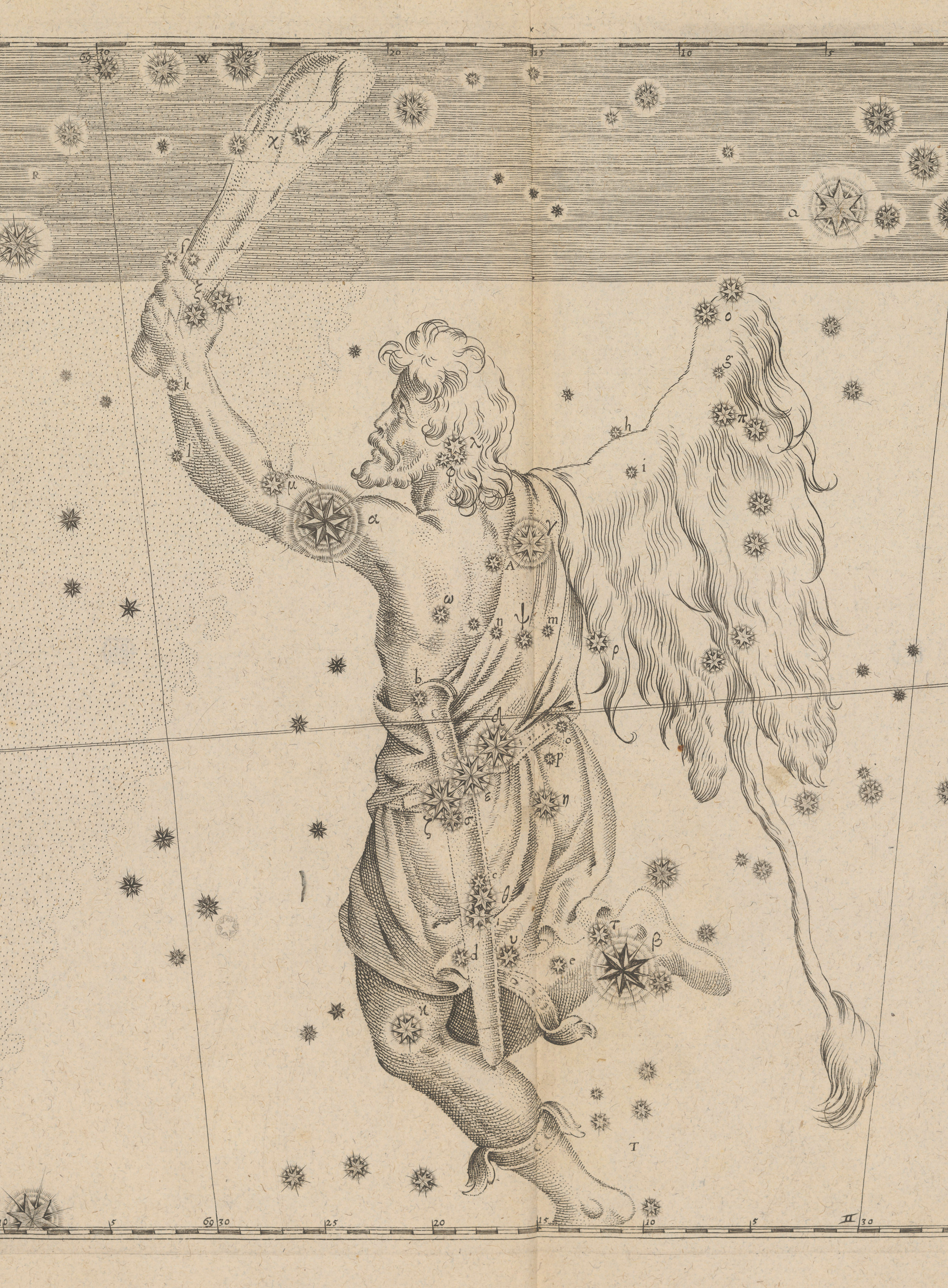
Сузір'я Оріон у каталозі Байєра «Уранометрія»

У часи європейського Ренесансу, 1540 року італійський астроном Алесандро Пікколоміні видав працю «Нерухомі зорі» (італ. De le Stelle Fisse), яка містила відомості про 48 античні сузір'я.
1602 року Йоганн Кеплер надрукував вираховані данським вченим-астрономом Тихо Браге, з яким він якийсь час працював в обсерваторії Ураніборг, координати близько 1 тис. зірок.
Через рік, 1603 року, німецький астроном Йоганн Баєр видав зоряний атлас «Уранометрія» (лат. Uranometrio). У своїй мальовничій праці він збагатив надбання Браге першою системою зоряної номенклатури — латинська назва сузір'я та буква грецького алфавіту на означення яскравості. Зазвичай найяскравіша зоря позначалася як α (альфа), а інші було поділено на групи приблизно однакового блиску й вони позначалися послідовними літерами в напрямку від голови до ніг традиційного малюнка сузір'я. Оскільки в грецькому алфавіті лише 24 літери, то для деяких сузір'їв літер не вистачило — у такому разі застосовувалися або латинські літери, або грецькі з цифровими індексами. Так, наприклад, 6 зір, що утворюють малюнок щита Оріона, позначено як π1—π6 Оріона. Позначення Байєра й досі залишаються основними для тих зір, що їх отримали.
1679 року Едмонд Галлей у результаті спостережень за зорями Південної півкулі на острові Святої Єлени видав перший «Каталог південних зір» (лат. Catalogus Stellarum Australium), у якому подані координати 341 небесного тіла.

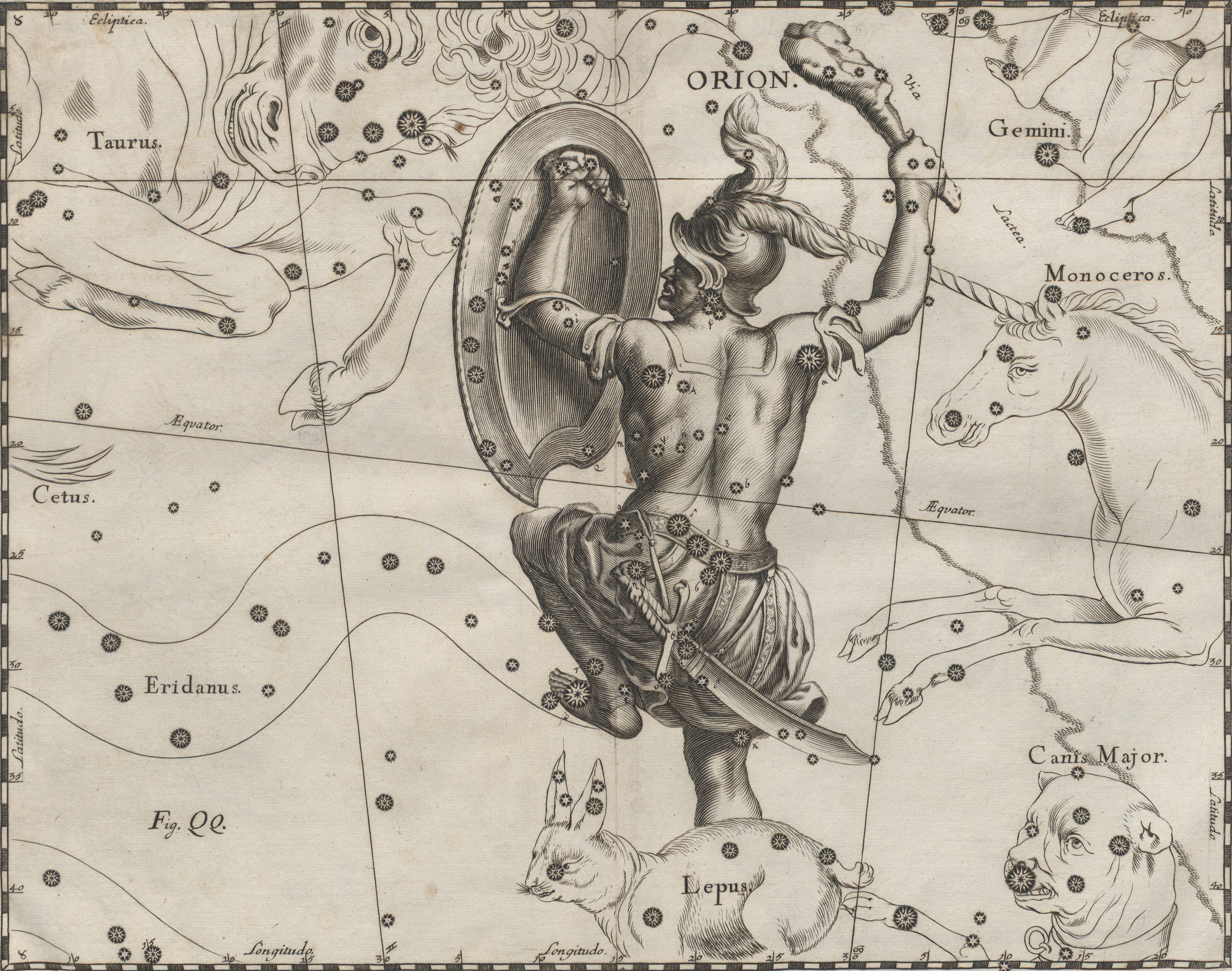
Сузір'я Оріон у каталозі Гевелія «Уранографія»

1690 року, вже по смерті польського астронома Яна Гевелія, його дружина Ельжбета видала зоряний каталог «Уранографія: Опис всього зоряного неба» (лат. Uranographia: totum caelum stellatum). Атлас містить 56 карт із зображеннями окремих сузір'їв. На картах із точністю в одну мінуту нанесено 1564 зорі з каталогу Гевелія, складеного завдяки першим телескопічним визначенням координат. Фактично, це гранична точність для «паперових» видань, тому атлас Гевелія досяг того ж порядку точності, що й зоряні карти та атласи сучасності. Окрім того, саме Ян Гевелій познайомив європейців з астрономічним каталогом Улугбека.

#### Каталог Флемстида

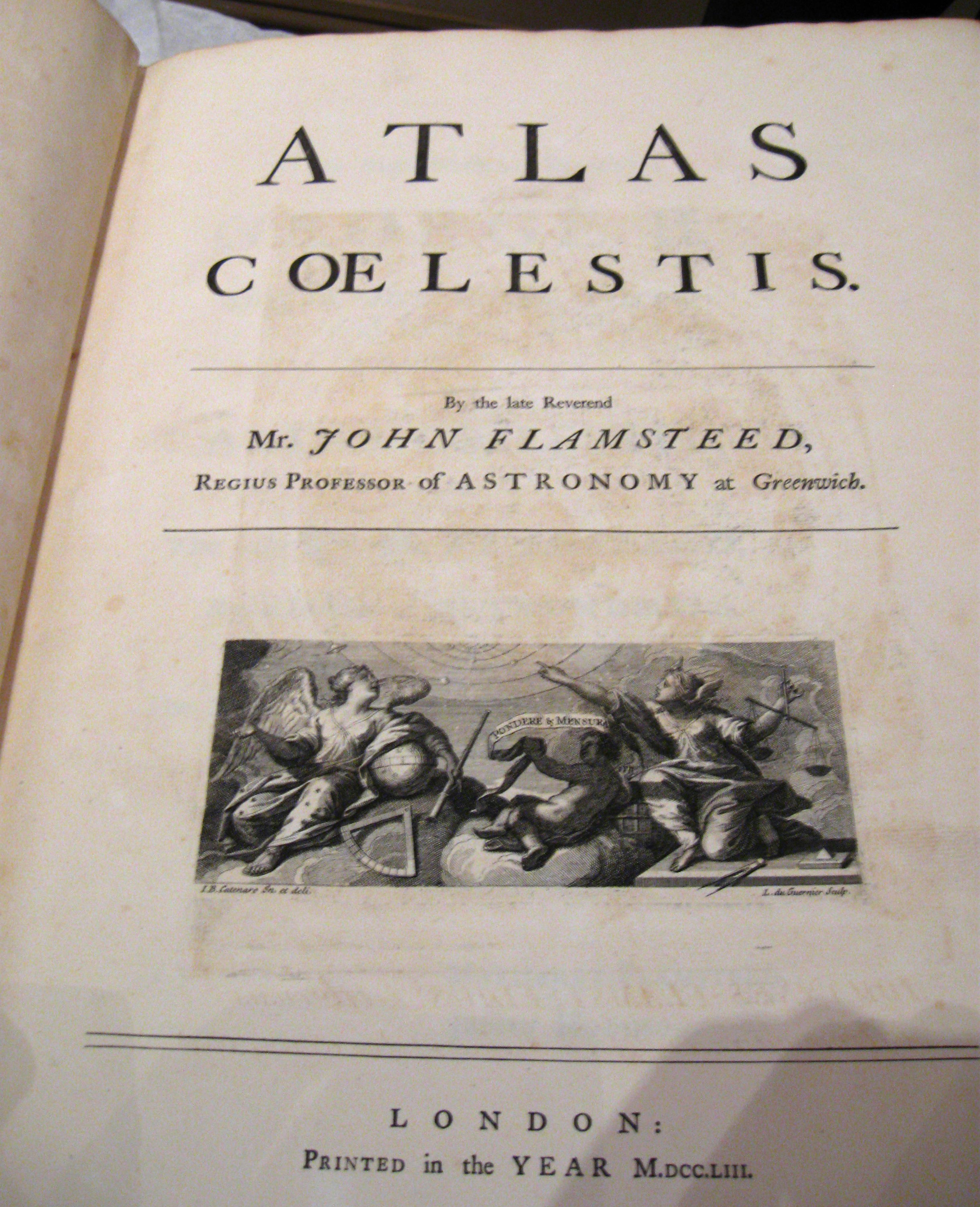
«Небесний атлас» Флемстида

Вдосконалення методів спостережень зажадало нових підходів. Британський королівський астроном Джон Флемстид (1646—1719), засновник Грінвіцької обсерваторії та її перший директор почав просто нумерувати зорі в кожному сузір'ї із заходу на схід у порядку зростання їх прямого піднесення. Загалом було пронумеровано 2682 зір, найбільше (140) припало на сузір'я Тельця. Точність його спостережень та обчислень координат небесних тіл спонукали Едмунда Галлея та Ісаака Ньютона без авторської згоди видати 1712 року накладом 400 примірників результати його праці. Ці обчислення слугували Ньютону обґрунтуванням відкритого ним універсального закону тяжіння. Флемстид домігся знищення тиражу й розпочав видання своєї фундаментальної тритомної праці «Історія британських небес» (лат. Historia Coelestis Britannica). До каталогу потрапили лише ті світила, які можна було спостерігати з Англії. Лише перший том побачив світ за його життя, останні третій, у якому подано опис астрономічних інструментів, та каталог з 2884 зір було надруковано 1725 року. 1729 року стараннями його дружини Маргарет та за допомоги Джозефа Кроствейта посмертно видано окремим накладом Atlas Coelestis («Небесний атлас»). 1762 року третій королівський астроном британської корони Джеймс Брадлі розширив зоряний каталог Флемстида обчисленням 60 тис. зір.
Коли 1930 року було встановлено й затверджено нові, сучасні межі сузір'їв, деякі зорі «змінили» своє сузір'я. Так, наприклад, зоря 30 Змії тепер перебуває у Терезах, а 49 Змії — у Геркулесові. Більше того, деякі зорі змінюють сузір'я за рахунок власних рухів. Так, до початку 1990-х років вельми помітна зоря ρ Орла опинилася в сузір'ї Дельфіна. Ця зоря стала першою з каталогу Байєра, що опинилася в іншому сузір'ї. Другий подібний перехід зробить через 400 років γ Різця (3,8m).
1801 року Йоганн Боде видав власний зоряний каталог, узявши за основу обчислення своїх попередників та інших астрономів.

#### Боннський огляд
1863 року світ побачила чотиритомна праця німецького астронома Боннської обсерваторії Фрідріха-Вільгельма Аргеландера «Боннський огляд» (нім. Bonner Durchmusterung, BD) з великим атласом зоряного неба на 324,2 тис. зір до 9,5m від Північного полюсу до схилення −2°. Каталог створювався протягом 1852—1859 років. 1886 року атлас було доповнено Едуардом Шенфельдом до 457,8 тис. зір до схилення −23°. 1914 року фундаментальна праця була доповнена даними зір Південної півкулі «Кордовський огляд неба» (нім. Cordoba Durchmusterung, CD), зібраними астрономами Кордобської обсерваторії в Аргентині під керівництвом Джона Томе (1843—1908). Атлас доповнювався даними координат зір Південної півкулі до 1930 року, загальна кількість зір склала 613 959. Окремою частиною увійшов «Фотографічний огляд неба з мису Доброї Надії» (нім. Cape Photographic Durchmusterung, CPD) 454,9 тис. зір, складений голландським астрономом Якобусом Корнелісом Каптейном (1851—1922).

### Сучасність
1966 року Смітсоновською астрономічною обсерваторією в Маунт-Паламар (Каліфорнія, США) було видано каталог на 260 тис. зір.
1979 року було розпочато створення зоряного каталогу для наведення першого орбітального телескопу імені Габбла — Каталог опорних зір (англ. Guide Star). Завдяки роботі цієї космічної обсерваторії каталог поповнився точними даними 1 млрд об'єктів космічного простору.
1989 року було видано два останні найточніші зоряні каталоги Hipparcos (HIP) та Tycho (TYC), що охоплюють більше 2,5 млн зір.

## Спеціалізовані зоряні каталоги

### Каталог Генрі Дрейпера

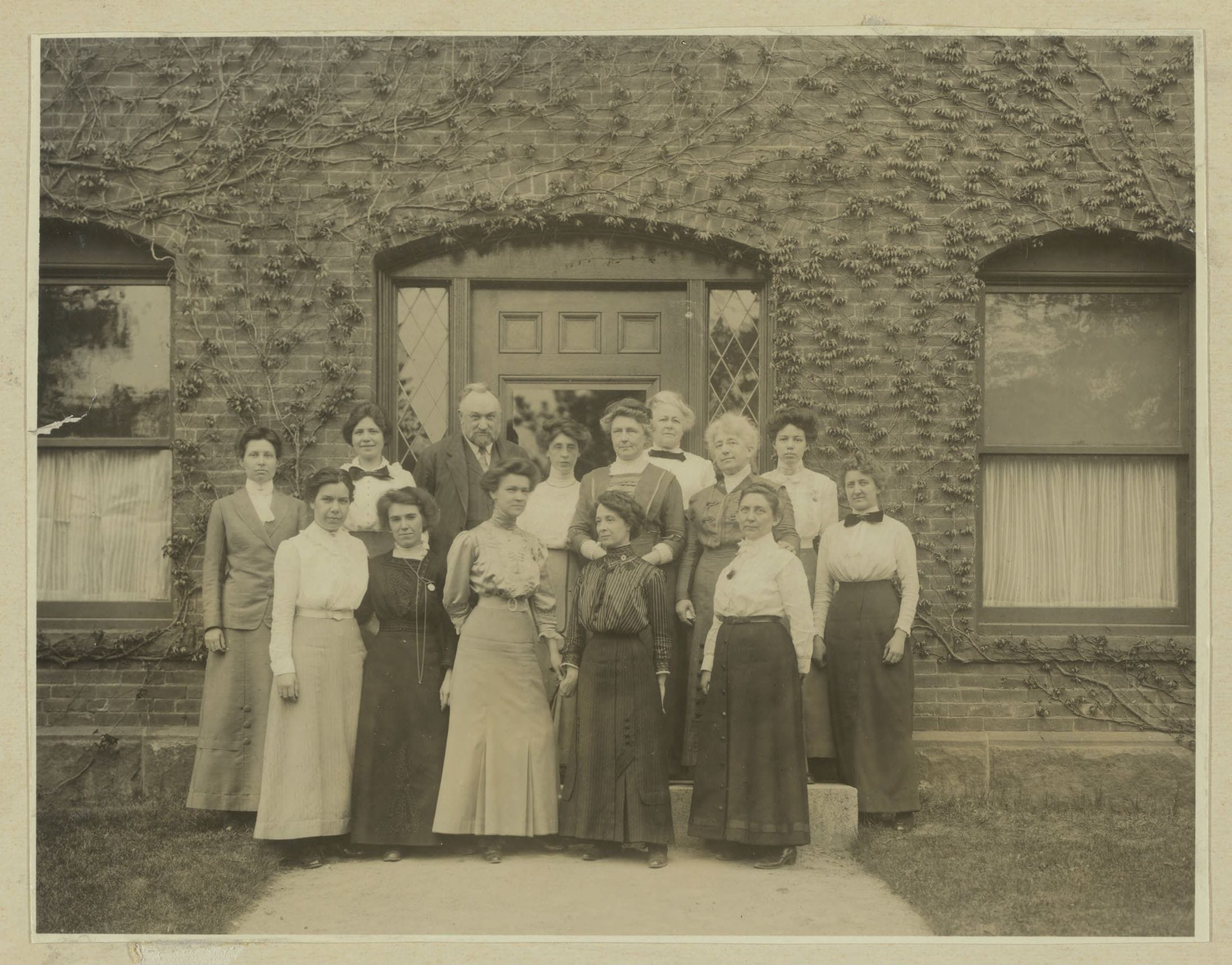
Команда Едварда Пікерінга

У 1918—1924 роках було видано зоряний Каталог Генрі Дрейпера (англ. Henry Draper Catalog, HD), названий на честь американського астронома Генрі Дрейпера (1837—1882), що першим 1872 року зробив спектральний знімок Веги. Над каталогом на кошти фонду, заснованого вдовою Дрейпера, в Гарвардській обсерваторії працював Едвард Пікерінг із командою жінок-обчислювальниць. Каталог містить спектроскопічну інформацію щодо 225 300 яскравих зір, які пронумеровано в простому порядку зростання їх прямих піднесень. Каталог вкриває все небо і містить зорі до 9-ї зоряної величини. Пізніше, завдяки праці Енні Джамп Кеннон, що класифікувала за спектральним класом більше 400 тис. зір, було видано доповнення до нього «Доповнення до каталогу Генрі Дрейпера» (англ. Henry Draper Extension, HDE).

### Загальний каталог Босса
Спеціалізований зоряний каталог, що містить власні рухи 33 342 зір. Складено Бенджаміном Боссом на основі спостережень, здійснених його батьком, Льюїсом Боссом, та опубліковано 1936 року.

### Фундаментальний каталог
Низка каталогів, що містять точні координати особливим чином добраних фундаментальних або опорних зір, координати яких визначено за великою кількістю спостережень з особливою точністю. Слугували для позначення на небосхилі опорних точок системи координат. Найвідоміший серед них — п'ятий фундаментальний каталог (FK5), виданий 1988 року в Гайдельберзі, що містить координати 1535 зір із максимальною на той час точністю.

### Каталог Ґлізе
Астрономічний каталог з переліком зір, які розташовані в межах 25 парсеків від Сонця. Складений німецьким астрономом Вільгельмом Глізе 1957 року. Згодом було опубліковано кілька розширених та доповнених видань.

### Загальний каталог змінних зір
Також рос. ОКПЗ — Общий Каталог Переменных Звёзд, англ. GCVS — General Catalog of Variable Stars). Спільно ведеться та видається російським Державним астрономічним інститутом ім. Штернберга (ДАІШ) та інститутом астрономії Російської академії наук. Останнє, четверте видання (п'ять томів, 1985—1995) містить близько тридцяти тисяч зір нашої галактики та майже десять тисяч — найближчих сусідніх галактик. До каталогу включено лише зорі, змінність яких вивчено та класифіковано. Зорі, змінність яких зафіксовано, але не вивчено, містяться в каталозі NSV.

### Каталог зоряних ультрафіолетових потоків
Також TD1 — астрономічний каталог ультрафіолетового випромінювання зірок до 10-ї видимої величини включно, складений да даними ультрафіолетового телескопу зі супутника TD-1 Європейської організації космічних досліджень (ESRO) (пізніше реорганізованої в Європейське космічне агентство).

### Каталог Hipparcos
Каталог Hipparcos (англ. Hipparcos, HIP) — астрометричний каталог, створений за результатами місії «Гіппаркос» та виданий 1997 року. Містить координати близько 118 тис. зір, виміряні із надвисокою точністю (близько 1 mas, тобто 0,001 кутової секунди), їх власні рухи та зоряні величини (у двох фотометричних смугах). Наразі є найточнішим зоряним каталогом, який задовольняє більшість потреб астрометрії.

### Каталог опорних зір
Каталог опорних зір або КОЗ (англ. Guide Star Catalog, GSC) є повним каталогом зоряного неба з зорями до 21m видимої зоряної величини, створення якого було розпочато 1979 року для навігації в зовнішньому космосі й точного наведення космічного телескопу Габбла. Підтримка й уточнення каталогу здійснюється відділом каталогізації та огляду неба Наукового інституту космічного телескопу (англ. Space Telescope Science Institute). Завдяки роботі цієї космічної обсерваторії каталог поповнився точними даними 1 млрд об'єктів космічного простору.

## Каталоги незоряних об'єктів

### Каталог Мессьє

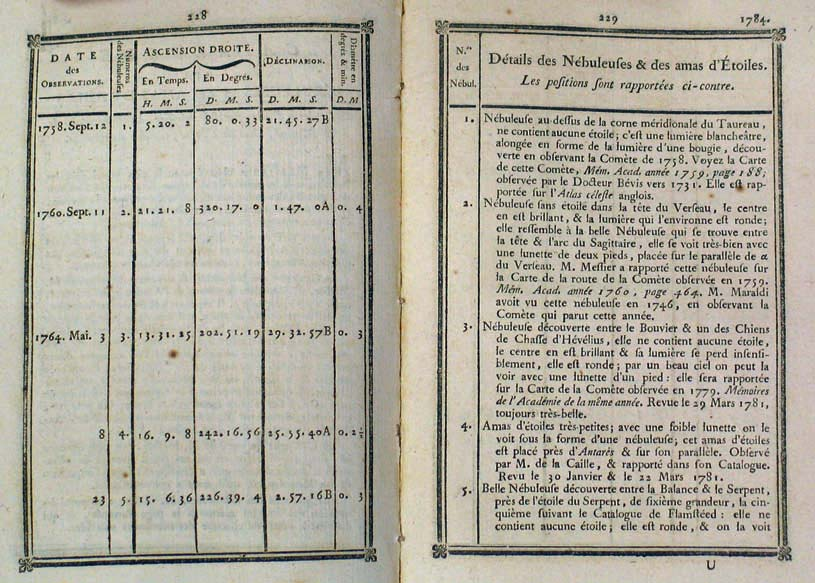
Перша сторінка третього видання каталогу Мессьє

1771 року французьких астроном, мисливець за кометами, Шарль Мессьє (1730—1817) створив перший каталог туманностей і зоряних скупчень, світлих кометоподібних плям на зоряному небі, що не є кометами за своєю природою й лише заважають в пошуку останніх. До каталогу потрапили різноманітні астрономічні об'єкти: планетарні та емісійні туманності, розсіяні та кулясті скупчення, галактики. Втім, у часи Мессьє цих понять іще не було. На створення цього каталогу його спонукала відкрита ним 12 вересня 1758 року Крабоподібна туманність в сузір'ї Тільця. До каталогу потрапило 103 об'єкти до схилення −35°, які в сучасній номенклатурі починаються з латинської назви M, на честь їхнього першовідкривача. Так туманність Андромеди, спіральна галактика в сузір'ї Андромеди, позначається як М31. Пізніше до нього було включено ще кілька об'єктів, які Мессьє спостерігав, але до каталогу не включив. Таким чином їх загальна кількість сягнула 110. Для більшості з них наданий Мессьє номер дотепер залишається основною назвою.
1995 року Патрік Мур, щоб доповнити каталог Мессьє, склав Каталог Колдвелла (англ. Caldwell catalogue). У ньому він навів 109 яскравих зоряних скупчень, туманностей і галактик з каталожними іменами С1-С109. Це список об'єктів глибокого космосу, що цікавлять астрономів-аматорів.

### Новий загальний каталог (NGC)
1864 року вийшла праця британського астронома німецького походження Вільяма Гершеля (1738—1822) Загальний каталог туманностей і скупчень зір (англ. General Catalog of Nebulae, GC), у якій його син Джон Фредерік зібрав надбання спостережень батька та тітки Кароліни в королівській обсерваторії в Слоу. У праці зібрано дані більше 2500 туманностей зоряного неба. 1888 року британським астрономом данського походження Джоном Дреєром (1852—1926) видано Новий загальний каталог туманностей і зоряних скупчень (англ. New General Catalog of Nebulae and Star Clusters — NGC), у якому працю Гершеля було доповнено тисячами нових результатів спостережень з королівської обсерваторії Арма. Номенклатура цих об'єктів починається з латинських літер NGC. Каталог було доповнено двома додатковими (англ. Index Catalogue) в 1895 і 1908 роках, що розширили кількість об'єктів до 13 тис. Цей каталог є одним із найбільших неспеціалізованих каталогів (містить всі об'єкти далекого космосу, а не спеціалізується на окремих із них, наприклад, лише на галактиках). Переглянутий NGC залишається найпопулярнішим каталогом незоряних об'єктів серед аматорів астрономії, так як цей історичний каталог включає всі типи незіркових об'єктів глибокого космосу.

## Бази даних астрономічних об'єктів

### SIMBAD
База даних об'єктів далекого космосу, переважно зір. Містить систематизовану інформацію майже про 4 мільйони об'єктів, зокрема, 11 мільйонів їх назв та ідентифікаторів у багатьох поширених каталогах, астрометричні та фотометричні параметри, а також бібліографічні посилання на роботи, у яких ці дані було опубліковано. Підтримка бази здійснюється Страсбурзьким центром астрономічних даних.